# Fiestas Colombinas
Las Fiestas Colombinas son las celebraciones que anualmente se realizan en la ciudad de Huelva para conmemorar los diferentes hechos históricos relacionados con la llamada "Gesta Descubridora". Suelen durar una semana desde los últimos de julio a los primeros agosto, siendo el día grande el 3 de agosto, fecha en la que se conmemora la salida de la expedición de Colón de Palos de la Frontera, con destino a América, en 1492. Declaradas fiestas de interés turístico de Andalucía son consideradas las fiestas grandes de la ciudad junto con la Velada de la Cinta, que se celebra en el mes de septiembre.

## Historia
Primeros años

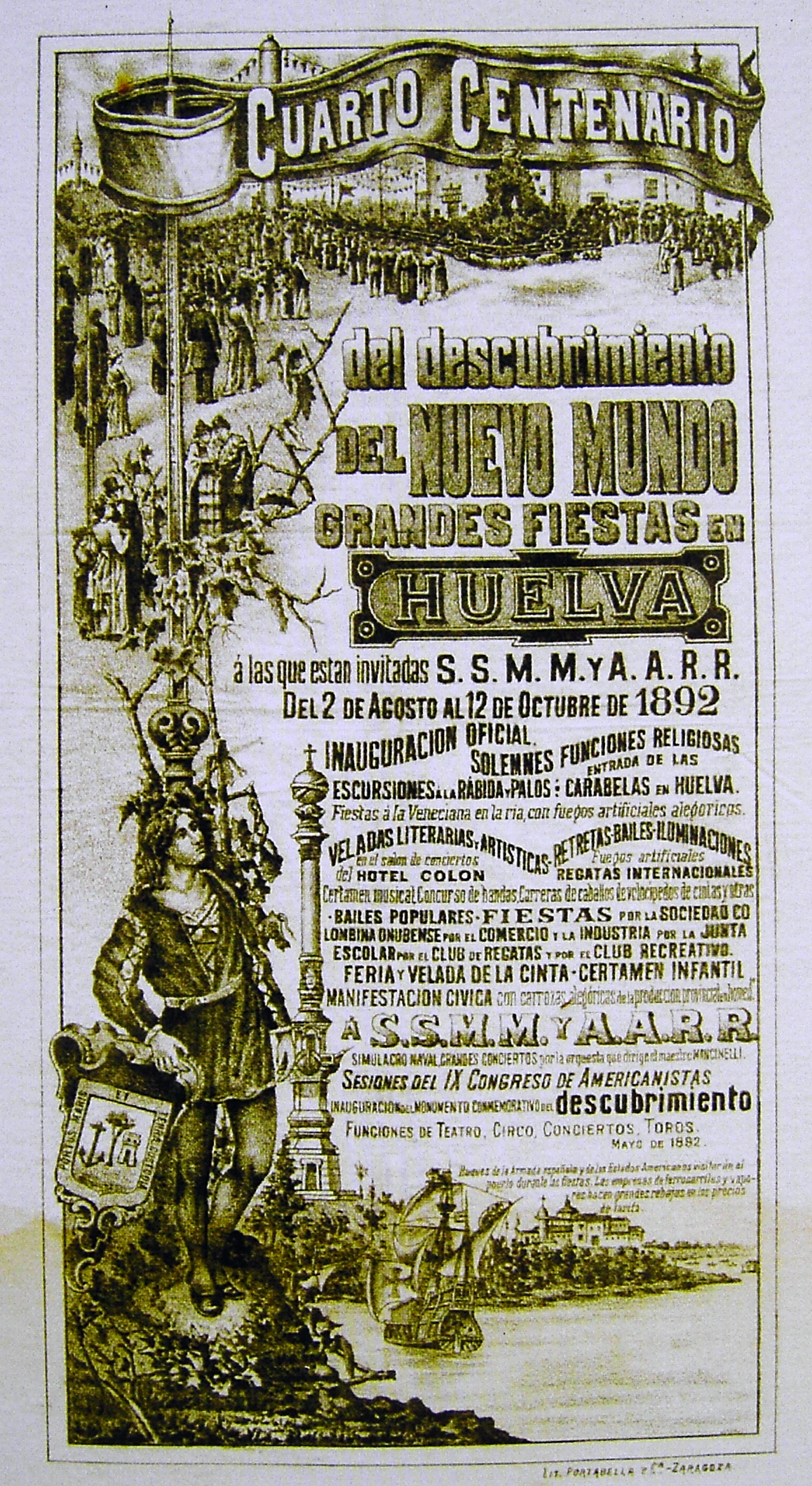
Cartel anunciador de las Grandes Fiestas 1892 (Archivo Municipal de Huelva, Fondo Diego Díaz Hierro.).

Las popularmente conocidas como «las Colombinas» son unas fiestas atípicas en Andalucía porque, al contrario de lo que ocurre en la mayoría de festividades principales de cada localidad española, estas no poseen una raíz religiosa, como recordaba el alcalde de la ciudad en 1999.

“Celebramos estas fiestas en torno al 3 de agosto porque no conmemoran a ninguna Virgen ni a ningún patrón. Aquí se rememora la historia, la partida de las carabelas descubridoras de Colón hace 507 años."
Alcalde Pedro Rodríguez.

Por ello, aunque las celebraciones religiosas en la ciudad se remontaban hacia el siglo XVII cuando en el mes de septiembre se celebraban actos y una romería en honor de la patrona de la ciudad, la Virgen de la Cinta, a finales del siglo XIX comenzó a nacer en la zona un sentimiento que buscaba el reconocimiento de la provincia de Huelva en la denominada Gesta Colombina cuatro siglos atrás.
Todo ello se entiende dentro del contexto de una ciudad en franca expansión cultural y demográfica que buscaba afianzar sus señas de identidad como capital de la provincia. Así aparecieron diferentes instituciones que pretendían poner en valor los Lugares colombinos de cara a la cercana fecha de 1892 y a la Celebración del IV Centenario del Descubrimiento de América. A raíz de estos movimientos culturales se originaron en el año 1880 estas celebraciones gracias a un grupo de ciudadanos y, sobre todo, a la entonces recientemente creada Real Sociedad Colombina Onubense, que recuperaron la idea del gobernador civil Mariano Alonso y Castillo que años antes, en 1855, había planeado una celebración similar.
La primera edición de las Fiestas Colombinas supuso un éxito inmediato en la ciudad y en la vecina localidad de Palos de la Frontera, con la asistencia el 3 de agosto del capitán general del Departamento Marítimo de Cádiz, Luis Hernández-Pinzón Álvarez, descendiente del codescubridor del continente americano, Martín Alonso Pinzón, y con la presencia de diferentes embarcaciones de la armada española. En el monasterio de La Rábida se congregaron más de 15.000 personas como espectadores de un «desembarco» de la armada española y los fuegos de artificio que se lanzaron por la noche. Desde esta primera edición se fomentaron unas fiestas con un claro carácter marinero.
Pese a la competencia con la Velada de la Cinta en la ciudad, esta nueva celebración se implantó con rapidez. En esos primeros años los festejos incluían misas de campaña, certámenes literarios, visitas a La Rábida y competiciones deportivas tradicionales. Fue a partir de 1925, y cuando el Círculo Mercantil instaló su caseta, cuando comenzó a celebrarse de manera masiva en el muelle de la ciudad. Entonces comenzaron a proliferar elementos clásicos de las ferias andaluzas: casetas, atracciones, tómbolas o espacios para el baile.
Tras la celebración del IV Centenario, la feria fue ganando en popularidad entre la población onubense, sobre todo a partir de los años 1920, desplazando poco a poco a la tradicional festividad de La Cinta. 
La importancia de las fiestas en esa época queda patente en la descripción que de ellas se hace en la prensa local, como por ejemplo de las Colombinas de 1924:

“Cada día se nota más animación por esos patrióticos festejos, que superarán con creces a las celebraciones en años anteriores.”

Sobre el alumbrado especial para las fiestas:

“En el paseo del muelle se han colocado vistosísimos arcos, como también en los paseos de Las Palmeras y del Balneario, los cuales lucirán por primera vez esa clase de iluminación, que ya comienza a ser celebrada con toda justicia por el público en general.”

Sobre la presencia de la marina española a lo largo de esos días:

“[…] se espera que hayan anclado en nuestro puerto varios buques de la marina de guerra, a cuyo efecto el señor Marchena Colombo, presidente de la Sociedad Colombina, ha recibido carta del general encargado del departamento de Marina, anunciándole que vendrán a Huelva el mayor número de buques que las circunstancias permitan.”

Sobre las celebraciones institucionales del 3 de agosto conmemorando la partida de Cristóbal Colón del puerto de Palos de la Frontera.

“Como de costumbre, el día tres, las autoridades de Huelva y socios de la Colombina saldrán para La Rábida, donde se celebrará una misa en conmemoración de la oída por Colón y sus intrépidos acompañantes antes de su salida del puerto de Palos”. Diario “La Provincia”. 30 de julio de 1924.”

Auge y crisis de los festejos
Con los años los festejos de las Fiestas Colombinas comenzaron a ganar la batalla a los actos académicos y religiosos convertirse en una fiesta de ocio y de masas. Por ello necesidad de espacio para los asistentes hicieron necesario un primer traslado en el año 1943 desde el antiguo Paseo del Muelle hasta un espacio mucho más diáfano como era el Muelle de Levante, ya en el Puerto interior de Huelva. A partir de ahí las fiestas crecieron al tener espacio para la instalación de nuevas casetas, atracciones de feria y un paseo marítimo. 
Pese a esta expansión de la feria, con el paso de los años el espíritu marinero que desde siempre había envuelto la celebración comenzó a desaparecer, como demuestran las quejas que el entonces alcalde de la ciudad, Francisco Montenegro, expresaba abiertamente en comparación con las de su niñez:

“... aquellas fiestas que llegamos a conocer en nuestros años mozos, nos llegaban más al corazón. Y era que tenían más sabor a mar y más emoción en su sentido espiritual y de evocación. No se colgaban tantos farolillos verbeneros en los viejos paseos del muelle, pero en cambio los acorazados Reina Regente y Pelayo, juntamente con otros buques de guerra, llenaban las calles de blancos uniformes al saltar a tierra la marinería.”

Ya en la década de los 1960, en 1965, las celebraciones se desplazaron un kilómetro más al sur de la ciudad, a la denominada entonces Avenida Francisco Montenegro y en los terrenos de lo que actualmente es el Estadio Nuevo Colombino. Su estructura era similar a la actual aunque las casetas eran construcciones permanentes, de grandes dimensiones y al aire libre para aprovechar el fresco de las noches de agosto. Tres años después se inaugura junto al recinto la Plaza Monumental de Toros de Huelva que terminó siendo derruida en los años 1990. Esta época coincide con un auge económico y demográfico en la ciudad gracias a la implantación del Polo de Desarrollo por lo que muchas de las empresas de éste patrocinan sus propias casetas en el recinto. Tras una nueva etapa de declive, el Ayuntamiento -que necesitaba recalificar terrenos para la construcción de un nuevo estadio de fútbol y salvar la deuda económica del club local- decide un nuevo traslado del recinto a partir del año 2000. Ese último año comienza la tradición de dedicar una portada cada año a algún edificio o institución provincial.
Historia trágica
Las fiestas también fueron empañadas por algunos sucesos trágicos, entre los que destacan los acontecimientos del año 1918. Esas fiestas se tiñeron de luto un 4 de agosto cuando unos fuegos de artificio detonaron dentro del mortero, hiriendo a ocho personas y provocando el fallecimiento de tres niños que se encontraban al lado de la explosión.
Las Colombinas, hoy

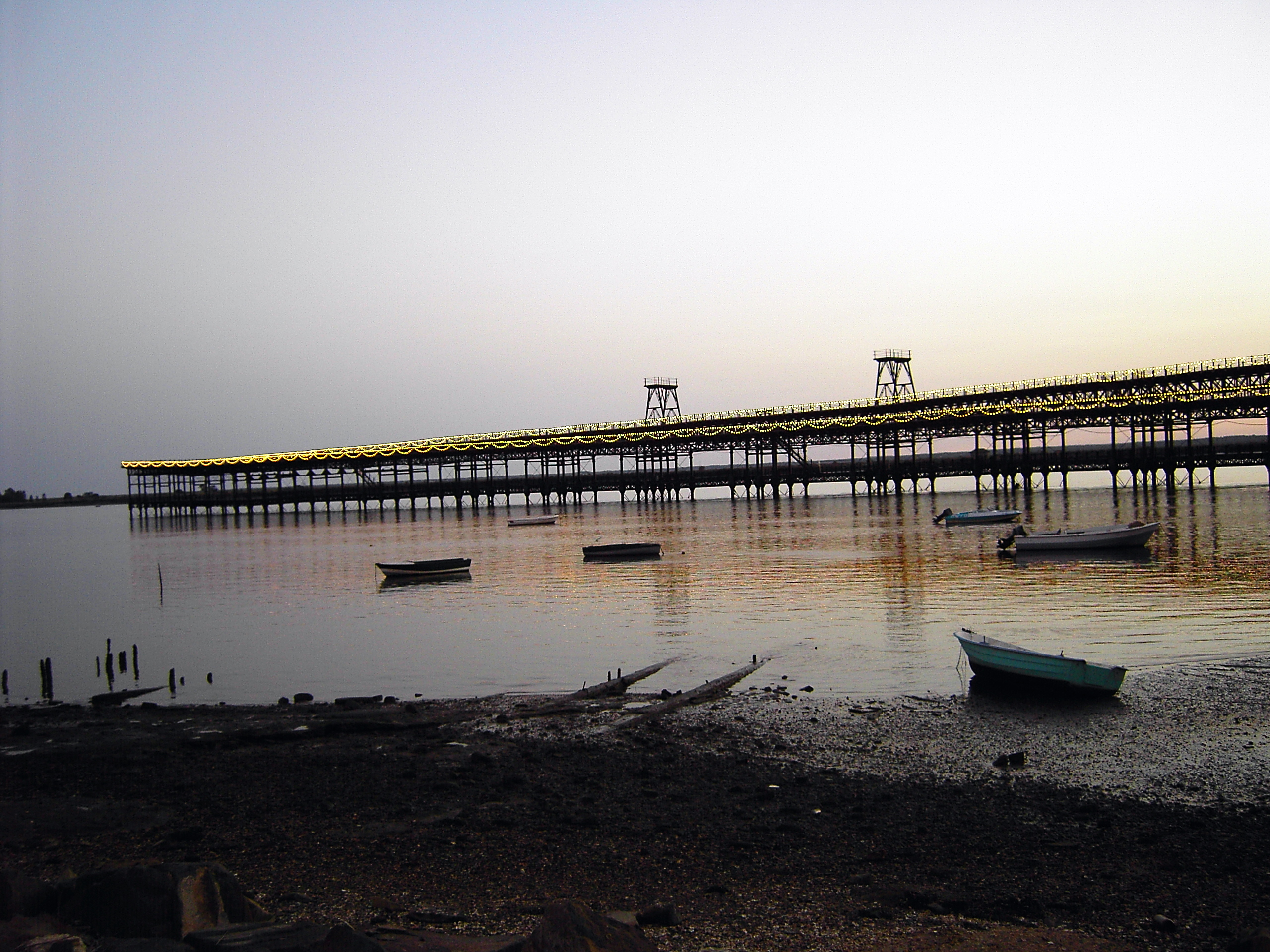
El cercano Muelle de la Riotinto iluminado para la ocasión.

En la actualidad es una de las fiestas más importantes de Andalucía y recibe cada año más de 600.000 [cita requerida] visitas dentro de un horario de actividades eminentemente nocturno. El recinto colombino se ubicó entre el año 2000 y 2011 junto a la ría de Huelva, a escasos metros del recinto anterior y muy cercano al centro de la ciudad, junto al Estadio Nuevo Colombino. A partir del año 2012 estos terrenos serán ocupados por un Centro Comercial por lo que el recinto se trasladará a un espacio cercano a la próxima Estación de Huelva.
Han sido declaradas de Interés Turístico Nacional de Andalucía accediéndose a su recinto mediante una portada que suele imitar algún edificio emblemático de la ciudad o la provincia (El Instituto "La Rábida", La Casa Colón, la Plaza de Toros de la Merced, el Gran Teatro, el Santuario de la Virgen del Rocío, la Nao Santa María...).
El recinto - que se inaugura con la prueba del alumbrado- ocupa los 130.000 metros cuadrados para las 135 casetas (con un diseño de casetas amplias con toldos de color blanco y azul) de acceso libres y gratuitas. Las que las calles toman nombre de lugares característicos de la ciudad: Muelle del Tinto, De las Canoas, Marismas del Titán, Punta del Sebo y Real Club Marítimo de Huelva. Además existe una zona con unas 70 atracciones. Las fiestas culminan con la interpretación del Himno de Huelva, del Maestro Abel Moreno y un gran castillo piromusical de alrededor de 45 minutos de duración organizado por pirotécnicos valencianos. 
Cada año las fiestas están dedicadas a alguna ciudad española, algún país iberoamericano, o algún acontecimiento especial para los onubenses. En los últimos años han estado dedicadas a: Palos de la Frontera, Moguer, Cuba, la ciudad de San Sebastián, Canarias, Galicia, el Algarve (Portugal), Almería, Madrid, Ceuta, Denominaciones de origen de Huelva, El Rocío, el Recreativo de Huelva, a la propia historia de estas fiestas o -en 2008- a los 175 años de capitalidad de la ciudad.

## Festejos taurinos

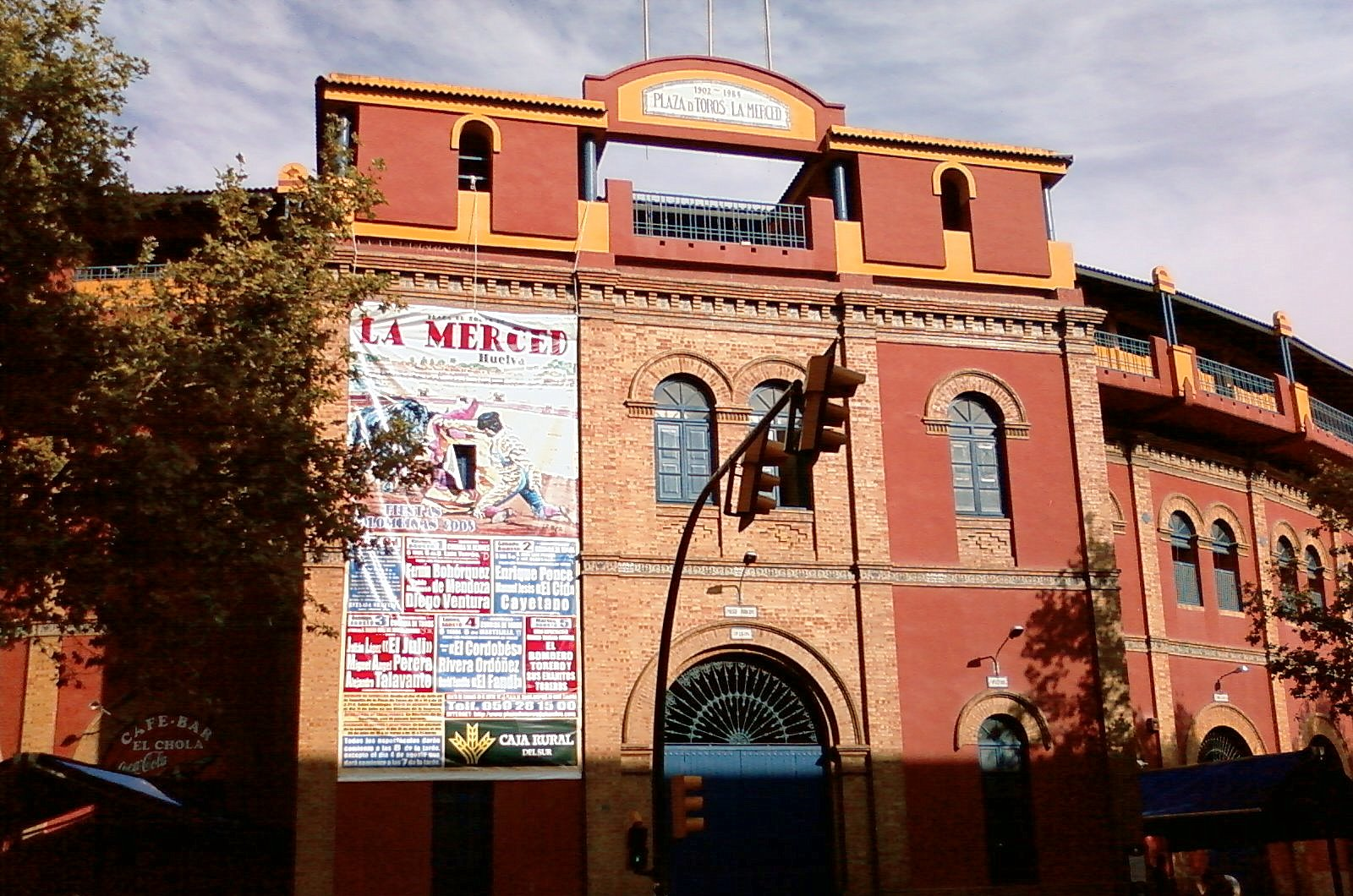
La plaza de toros se encuentra construida en las laderas del Cabezo del Conquero y a escasos metros de la Catedral.

Las corridas de toros se celebran en la plaza de toros de La Merced. Como feria paralela, probablemente sean los actos más exitosos de la feria. Comienza unos días antes de las fiestas con los actos de pregón en el patio de la Escuela de Arte León Ortega, en la barriada de El Matadero, a cargo de reconocidos personajes vinculados al mundo taurino.

## Particularidades

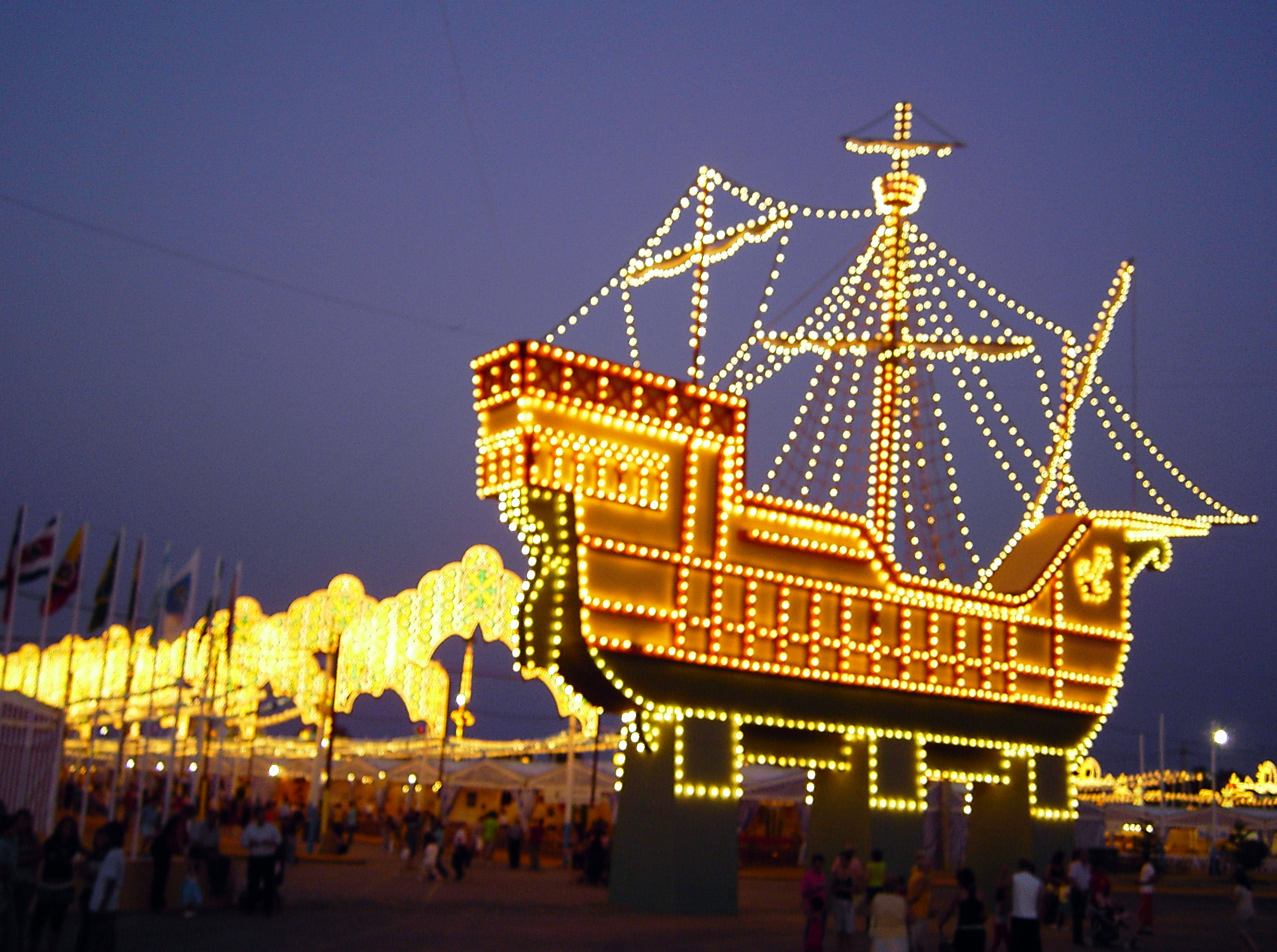
Portada del año 2007, que representaba a la Nao Santa María.

Las Fiestas Colombinas, pese a poseer un indudable estilo andaluz (estilo que se ha ido afianzado sobre todo desde los primeros años del siglo XXI), se caracteriza por ser una feria también tiene un espíritu americanista. Por ello dentro de las casetas la música iberoamericana convive con los bailes por sevillanas aunque no es usual asistir con trajes típicos andaluces.

Las celebraciones se complementan con una serie de actividades culturales y deportivas como son:
- El espacio de "Música junto a la ría". Una serie de conciertos de diversos grupos onubenses y españoles para amenizar las fiestas.
- La Semana Náutica Colombina, en colaboración con el Club Marítimo es uno de los rasgos marineros que quedan a las fiestas. A ello se le suman actividades como el concurso de pesca desde embarcación fondeada y las regatas de piragüismo.
- Trofeo Colombino de fútbol, que aunque comenzó su andadura en esos mismos días con el paso del tiempo se trasladó a algunas semanas después.
- Trofeo Colombino de golf.
- Y competiciones de petanca, tiro con arco y frontón.

## Gastronomía

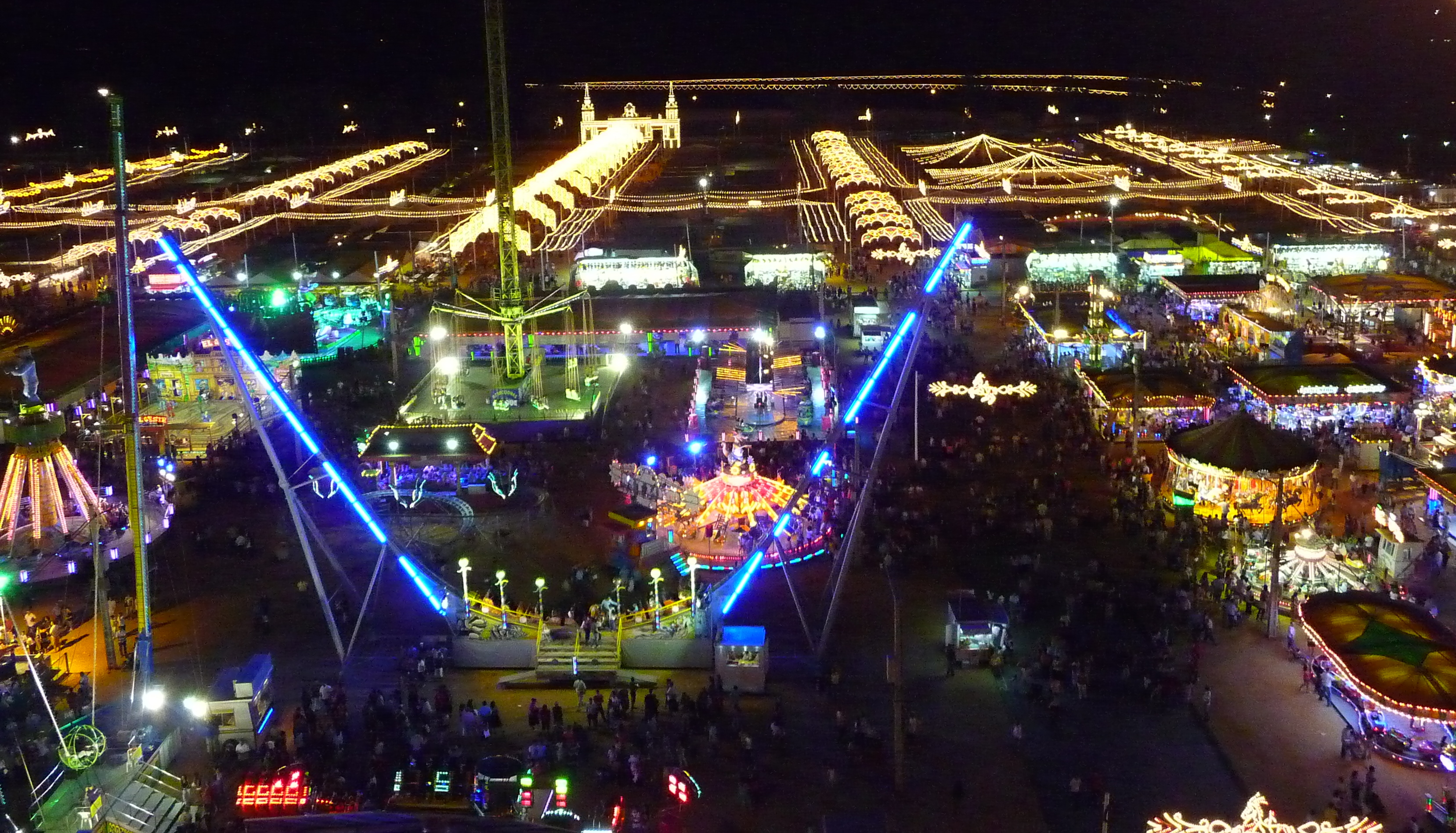
El recinto.

Las fiestas asimismo sirven de muestrario tanto de la gastronomía típicamente onubense como andaluza. Entre los alimentos destacan los productos procedentes del mar como el pescado frito y las distintas especies de marisco de la costa onubense, como el langostino, la gamba blanca cocida, la coquina o el choco frito. En cuanto a carnes son tradicionales los pinchitos de carne de cerdo adobada, la chacina y el jamón. Respecto a las bebidas el denominado "Ponche colombino", con casetas únicamente especializadas en su preparación, es el rey de las fiestas  ganando la partida a bebidas típicas de las fiestas andaluzas como la manzanilla.